# El enano (cuento de Ray Bradbury)
El enano (título original en inglés: The Dwarf) es un relato fantástico del escritor estadounidense Ray Bradbury publicado originalmente en la revista Fantastic  en su número de enero de 1954. Fue reimpreso en El país de octubre (The October Country, 1955) junto a otros relatos del autor.
En 1965, fue también incluido en la antología The Vintage Bradbury.

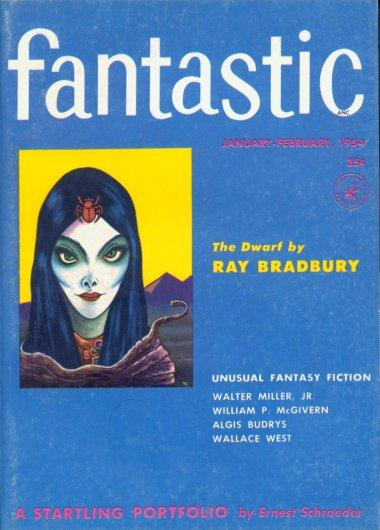
Portada de Fantastic de enero de 1954 donde aparece publicado el cuento

En Zen en el arte de escribir (1995), Bradbury explica cómo se le ocurrió el relato:

"Un día de esos años, cuando tenía poco más de veinte, iba rondando un Laberinto de Espejos del viejo muelle de Venice con mis amigos Leigh Brackett y Edmond Hamilton, cuando de pronto Ed exclamó: 
«Larguémonos de aquí antes de que Ray escriba un cuento sobre un enano que viene todas las noches a mirarse en un espejo que lo alarga». «¡Eso es!», grité yo, y corrí a casa a escribir El enano. Ray Bradbury

## Argumento
Aimee, una feriante, conversa con Ralph, el encargado del Laberinto de Espejos, sobre un enano que acude a la atracción a menudo, cuando hay poca gente, para verse engrandecido. Aimee se compadece de él, pero Ralph decide gastarle una broma en la siguiente ocasión.

## Adaptación televisiva
El propio autor adaptó el cuento para la serie de televisión canadiense The Ray Bradbury Theater (1985–1992). El episodio The Dwarf se emitió el 7 de julio de 1989. Dirigido por Costa Botes está interpretado por Megan Follows, Miguel Fernandes y Machs Colombani.